# ChievoVerona Women FM
ChievoVerona Women FM (wł. Società Sportiva Dilettantistica ChievoVerona Women FM) – włoski klub piłki nożnej kobiet, mający siedzibę w mieście Mozzecane, na północy kraju, grający od sezonu 2013/14 w rozgrywkach Serie B. Jest sekcją piłki nożnej kobiet w klubie Chievo Verona.

## Historia
Chronologia nazw:
- 1995: Liceo Medi di Villafranca di Verona
- 1998: Polisportiva Fortitudo Mozzecane
- 2006: A.S.D. Fortitudo Mozzecane C.F.
- 2020: S.S.D. ChievoVerona Women FM – po nawiązaniu współpracy z Chievo Verona

Klub piłki nożnej kobiet Liceo Medi został założony w mieście Villafranca di Verona w 1995 roku. W 1997 roku wygrał rundę regionalną mistrzostw studentów i potem został wyeliminowany w rundzie międzyregionalnej. Został rezerwowym zespołem Verona C.F. i w sezonie 1997/98 startował w mistrzostwach Serie D Veneto (D5), zajmując szóste miejsce w grupie B. W 1998 klub zmienił nazwę na Polisportiva Fortitudo Mozzecane. W następnym sezonie 1998/99 po zajęciu drugiego miejsca w grupie A Serie D Veneto awansował do Serie C Veneto. W 2002 klub zdobył promocję do Serie B (D3). W 2003 otrzymał awans do Serie A2, ale nie utrzymał się w drugiej lidze i spadł z powrotem do Serie B. W 2006 klub zmienił nazwę na A.S.D. Fortitudo Mozzecane C.F. W 2008 zespół wrócił do Serie A2.
W sezonie 2011/12 zwyciężył w grupie A Serie A2 i zdobył historyczny awans do Serie A. Jednak zajął przedostatnie 15.miejsce i został zdegradowany. Przed rozpoczęciem sezonu 2013/14 poziom Serie B awansował na drugi stopień. W kolejnych sezonach zespół występował w Serie B.
W lipcu 2019 roku klub ogłosił współpracę z Chievo Verona, który niedawno przerwał współpracę z ChievoVerona Valpo. W sezonie 2019/20 zajął szóste miejsce w Serie B. Przed sezonem 2020/21 zmienił nazwę na S.S.D. ChievoVerona Women FM. 

## Barwy klubowe, strój
|  |  |

Klub ma barwy żółto-niebieskie. Zawodnicy domowe spotkania zazwyczaj grają w żółtych koszulkach z niebieskimi rękawami, żółtych spodenkach oraz żółtych getrach.

## Sukcesy

### Trofea międzynarodowe
Nie uczestniczył w rozgrywkach międzynarodowych (stan na 31-08-2020).

### Trofea krajowe
| \| \| Zdobyte trofea w rozgrywkach Włoch (stan na: 31-05-2020) \| |                                                          |      |             |
| Rozgrywki                                                         | Osiągnięcie                                              | Razy | Sezon(y)    |
| Mistrzostwo                                                       | I miejsce                                                | 0    |             |
| Mistrzostwo                                                       | II miejsce                                               | 0    |             |
| Mistrzostwo                                                       | III miejsce                                              | 0    |             |
| Mistrzostwo                                                       | 15.miejsce                                               | 1    | 2012/13     |
| Puchar                                                            | zdobywca                                                 | 0    |             |
| Puchar                                                            | finalista                                                | 0    |             |
| Puchar                                                            | ćwierćfinalista                                          | 1    | 2009/10     |
| II liga                                                           | I miejsce                                                | 1    | 2011/12 (A) |
| II liga                                                           | II miejsce                                               | 1    | 2017/18 (C) |
| II liga                                                           | III miejsce                                              | 0    |             |
| Włochy                                                            | Zdobyte trofea w rozgrywkach Włoch (stan na: 31-05-2020) |      |             |

- Serie B (D3):
  - mistrz (1x): 2007/08 (B)

## Poszczególne sezony

### Rozgrywki krajowe
| \| Włochy \| Bilans występów klubu w rozgrywkach piłkarskich Włoch (Stan na 31 sierpnia 2020 r.) \| \| |                                                                                     |        |       |   |   |   |    |    |     |                                |        |        |      |
| Poziom                                                                                                 | Rozgrywki                                                                           | Sezony | Mecze | Z | R | P | B+ | B– | Pkt | Lata                           | Awanse | Spadki | Naj. |
| I | Serie A                                                                             | 1      |       |   |   |   |    |    |     | 2012/13                        | 0      | 1      | 15   |
| II | Serie A2/ Serie B                                                                   | 12     |       |   |   |   |    |    |     | 2003/04, 2008–2012, od 2013/14 | 1      | 1      | 1    |
| III | Serie B/ Serie C                                                                    | 5      |       |   |   |   |    |    |     | 2002/03, 2004–2008             | 2      | 0      | 1    |
| IV | Serie C Veneto                                                                      | 3      |       |   |   |   |    |    |     | 1999–2002                      | 1      | 1      | 1    |
| V | Serie D Veneto                                                                      | 2      |       |   |   |   |    |    |     | 1997–1998                      | 1      | 0      | 2    |
| | Puchar Włoch                                                                        | 17     |       |   |   |   |    |    |     | od 2002/03                     | 0      | 0      | 1/4  |
| | Superpuchar Włoch                                                                   | 0      |       |   |   |   |    |    |     |                                | 0      | 0      |      |
| Włochy                                                                                                 | Bilans występów klubu w rozgrywkach piłkarskich Włoch (Stan na 31 sierpnia 2020 r.) |        |       |   |   |   |    |    |     |                                |        |        |      |

## Piłkarki oraz personel

### Piłkarki

#### Aktualny skład zespołu
Stan na 7 sierpnia 2020:
| Nr | Poz. | Piłkarz                 |
| -- | ---- | ----------------------- |
|    | BR   | Francesca Olivieri      |
|    | BR   | Margherita Salvi        |
|    | OB   | Lucia Bonfante          |
|    | OB   | Giulia Caliari          |
|    | OB   | Francesca Carleschi     |
|    | OB   | Chiara Mele             |
|    | OB   | Alessia Pecchini        |
|    | OB   | Francesca Salaorni      |
|    | OB   | Irina Alexandra Tunoaia |
|    | OB   | Stefania Zanoletti      |

| Nr | Poz. | Piłkarz                  |
| -- | ---- | ------------------------ |
|    | PO   | Valentina Boni (kapitan) |
|    | PO   | Silvia Carraro           |
|    | PO   | Stefania Dallagiacoma    |
|    | PO   | Daiana Mascanzoni        |
|    | PO   | Sara Tardini             |
|    | PO   | Jessica Zanoni           |
|    | NA   | Stella Botti             |
|    | NA   | Alice Martani            |
|    | NA   | Rachele Peretti          |
|    | NA   | Lucrezia Salimbeni       |

## Struktura klubu

### Stadion
Klub rozgrywa swoje mecze domowe na Stadio comunale w Villafranca di Verona o pojemności 1000 widzów.

## Kibice i rywalizacja z innymi klubami

### Derby
- Women Hellas Verona
- Juventus F.C. Women